# 岐南町役場

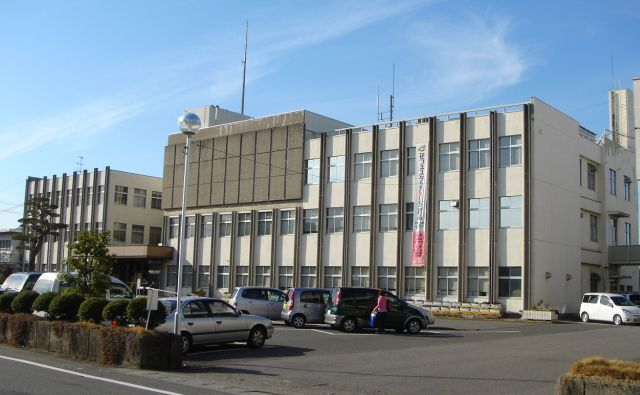
旧・岐南町役場（2015年（平成27年）解体）

岐南町役場（ぎなんちょうやくば）は、地方公共団体である岐阜県羽島郡岐南町の組織が入る施設。

## 概要
1956年（昭和31年）の岐南町発足時の庁舎（初代）は、旧・八剣村役場を本庁舎とし、旧・上羽栗村役場を上羽栗支所とした。その後、岐南町役場と岐南農業協同組合（現・ぎふ農業協同組合岐南支店）の合同庁舎として現在地に2代目の庁舎が建設されることになり、1970年（昭和45年）7月1日起工式、1971年（昭和46年）2月11日に竣工式を行った。建物は鉄筋コンクリート造3階建、延床面積は3,434㎡であった。この庁舎の完成により、上羽栗支所は1971年（昭和46年）2月13日に廃止された。現在の庁舎（3代目）は2015年（平成27年）7月に、2代目庁舎の同敷地内に新築された。
同一敷地内にあった中央公民館、母子健康センターも同時に新築され、岐南町役場、岐南町中央公民館、岐南町保健相談センター（旧・母子健康センター）が一体化した構造となっている。高層棟に役場（5階建、延床面積約5,000㎡）、低層棟（平屋建）に岐南町中央公民館、岐南町保健相談センターがある。
建物は高層棟（役場）を中心に置き、低層棟（中央公民館、保健相談センター）の屋根が取り囲むという形状である。また、低層棟の屋根は独特の曲線である。

## 業務時間
月曜日から金曜日の8時30分から17時15分（土曜日・日曜日・祝日・年末年始を除く）。

## 業務内容
5階
- 議場
- 議会事務局

4階
- 土木課
- 上下水道課

3階
- 総合政策課
- 財政課
- 総務課

2階
- 生涯教育課
- 経済環境課
- 税務課

1階
- 住民課
- 保険年金課
- 福祉課
- 健康推進課

## 交通アクセス
- 名鉄名古屋本線「岐南駅」下車、徒歩で約18分。
- 名鉄各務原線「細畑駅」下車、徒歩で約20分。
- 岐阜バス松籟加納線「岐南町役場前」バス停より徒歩で約1分。
  - 岐阜駅（JR岐阜駅バスターミナル）・名鉄岐阜駅（名鉄岐阜のりば）より【E15】「岐南営業所」行きに乗車。
- 岐南町コミュニティバス「岐南町役場」バス停より徒歩ですぐ。